# Kobiela (szczyt)
Kobiela (niem. Wilhelmshöhe,  587(8) m n.p.m.) – szczyt w południowej części Gór Czarnych w Sudetach Środkowych.
Szczyt zasłania od południowego zachodu część uzdrowiskową miasta Jedlina-Zdrój. W latach 40. XIX w. na szczycie utworzono park według założenia C. C. Beinerta z altanami, punktami widokowymi, pomnikami.  